# Encarsia luteola
Encarsia luteola är en stekelart som beskrevs av Howard 1895. Encarsia luteola ingår i släktet Encarsia och familjen växtlussteklar. Inga underarter finns listade i Catalogue of Life.